# Championnats du monde juniors de patinage artistique 2004
Navigation
Édition précédente Édition suivante
Les Championnats du monde juniors de patinage artistique 2004 ont lieu du 29 février au 7 mars 2004 au Uithof de La Haye aux Pays-Bas.
Ce sont les derniers championnats du monde juniors qui utilisent le système de notation 6.0. Dès la saison suivante, le nouveau système de jugement est mis en place, à la suite du scandale des jeux olympiques d'hiver de 2002.

## Qualifications
Les patineurs sont éligibles à l'épreuve s'ils représentent une nation membre de l'Union internationale de patinage (International Skating Union en anglais) et s'ils ont atteint l'âge de 13 ans et pas encore 19 ans avant le 1er juillet 2003, sauf pour les messieurs qui participent au patinage en couple et à la danse sur glace où l'âge maximum est de 21 ans. Les fédérations nationales sélectionnent leurs patineurs en fonction de leurs propres critères.
Sur la base des résultats des championnats du monde juniors 2003, l'Union internationale de patinage autorise chaque pays à avoir de une à trois inscriptions par discipline.
| Nombre d'inscriptions                                             | Messieurs                  | Dames                     | Couples                 | Danse sur glace                                           |
| ----------------------------------------------------------------- | -------------------------- | ------------------------- | ----------------------- | --------------------------------------------------------- |
| 3                                                                 | France Russie États-Unis   | Japon États-Unis          | Chine Russie États-Unis | Russie                                                    |
| 2                                                                 | Canada Chine Japon Ukraine | Chine Italie Russie Suède | Canada Ukraine          | Allemagne Canada Hongrie Israël Italie Ukraine États-Unis |
| Si non répertorié ci-dessus, une seule inscription est autorisée. |                            |                           |                         |                                                           |

Pour la douzième année, l'Union internationale de patinage impose une ronde des qualifications pour les catégories individuelles masculine et féminine. Les qualifications sont divisées en deux groupes A et B. Pour ces mondiaux juniors 2004, le top 15 de chaque groupe accède au programme court, puis le top 24 accède au programme libre. Les scores des qualifications comptent pour le score final.
En danse sur glace, les deux épreuves de danse imposée se sont effectuées en deux groupes A et B, les deux groupes effectuant les mêmes danses dans le même ordre. Le groupe B a patiné ses première et deuxième danses l'une après l'autre, puis le groupe A a patiné sa première et sa deuxième danse dans le même ordre. La première danse imposée est le quickstep et la seconde est le paso doble.

## Podiums
| Épreuves                            | Or                                     | Argent                       | Bronze                            |
| ----------------------------------- | -------------------------------------- | ---------------------------- | --------------------------------- |
| Messieurs résultats détaillés       | Andrei Griazev                         | Evan Lysacek                 | Jordan Brauninger                 |
| Dames résultats détaillés           | Miki Ando                              | Kimmie Meissner              | Katy Taylor                       |
| Couples résultats détaillés         | Natalia Shestakova / Pavel Lebedev     | Jessica Dubé / Bryce Davison | Maria Mukhortova / Maksim Trankov |
| Danse sur glace résultats détaillés | Elena Romanovskaya / Alexander Grachev | Nóra Hoffmann / Attila Elek  | Morgan Matthews / Maxim Zavozin   |

## Tableau des médailles
| Rang  | Nation     | Or | Argent | Bronze | Total |
| ----- | ---------- | -- | ------ | ------ | ----- |
| 1     | Russie     | 3  | 0      | 1      | 4     |
| 2     | Japon      | 1  | 0      | 0      | 1     |
| 3     | États-Unis | 0  | 2      | 3      | 5     |
| 4     | Canada     | 0  | 1      | 0      | 1     |
| 4     | Hongrie    | 0  | 1      | 0      | 1     |
| Total | Total      | 4  | 4      | 4      | 12    |

## Détails des compétitions
Pour la saison 2003/2004, les calculs des points se font selon la méthode suivante :
- chez les Messieurs et les Dames (0.4 point par place pour les qualifications, 0.6 point par place pour le programme court, 1 point par place pour le programme libre)
- chez les Couples artistiques (0.5 point par place pour le programme court, 1 point par place pour le programme libre)
- en danse sur glace (0.4 point par place pour les deux danses imposées, 0.6 point par place pour la danse originale, 1 point par place pour la danse libre)

### Messieurs
| Rang                                        | Nom                  | Nation         | Points | Qualif. A | Qualif. B | Prog. court | Prog. libre |
| ------------------------------------------- | -------------------- | -------------- | ------ | --------- | --------- | ----------- | ----------- |
| 1                                           | Andrei Griazev       | Russie         | 2.4    | 2         |           | 1           | 1           |
| 2                                           | Evan Lysacek         | États-Unis     | 3.6    | 1         |           | 2           | 2           |
| 3                                           | Jordan Brauninger    | États-Unis     | 6.8    | 5         |           | 3           | 3           |
| 4                                           | Alban Préaubert      | France         | 8.4    |           | 1         | 5           | 5           |
| 5                                           | Christopher Mabee    | Canada         | 8.8    | 6         |           | 4           | 4           |
| 6                                           | Kazumi Kishimoto     | Japon          | 12.0   | 3         |           | 8           | 6           |
| 7                                           | Dennis Phan          | États-Unis     | 13.8   |           | 3         | 6           | 9           |
| 8                                           | Sergei Dobrin        | Russie         | 14.0   |           | 4         | 9           | 7           |
| 9                                           | Yannick Ponsero      | France         | 17.8   |           | 9         | 7           | 10          |
| 10                                          | Shawn Sawyer         | Canada         | 19.2   | 7         |           | 14          | 8           |
| 11                                          | Nobunari Oda         | Japon          | 20.2   | 8         |           | 10          | 11          |
| 12                                          | Damien Djordjevic    | France         | 20.2   |           | 4         | 11          | 12          |
| 13                                          | Denis Leushin        | Russie         | 22.6   |           | 2         | 13          | 14          |
| 14                                          | Tomáš Verner         | Tchéquie       | 23.8   | 4         |           | 12          | 15          |
| 15                                          | Martin Liebers       | Allemagne      | 25.6   | 9         |           | 15          | 13          |
| 16                                          | Przemysław Domański  | Pologne        | 30.0   |           | 8         | 18          | 16          |
| 17                                          | Sergei Kotov         | Israël         | 31.6   | 11        |           | 17          | 17          |
| 18                                          | Anton Kovalevski     | Ukraine        | 33.4   |           | 10        | 19          | 18          |
| 19                                          | Yang Zhixue          | Chine          | 33.8   |           | 7         | 20          | 19          |
| 20                                          | Jamal Othman         | Suisse         | 36.0   |           | 6         | 21          | 21          |
| 21                                          | Matthew Wilkinson    | Royaume-Uni    | 38.2   | 12        |           | 24          | 19          |
| 22                                          | Vitali Sazonets      | Ukraine        | 39.6   |           | 15        | 16          | 24          |
| 23                                          | Adrian Schultheiss   | Suède          | 40.6   |           | 12        | 23          | 22          |
| 24                                          | Marco Fabbri         | Italie         | 40.6   |           | 11        | 22          | 23          |
| 25                                          | Ruben Reus           | Pays-Bas       | 50.8   |           | 18        | 31          | 25          |
| Patineurs éliminés après le programme court |                      |                |        |           |           |             |             |
| 26                                          | Wu Jialiang          | Chine          |        | 10        |           | 26          | NC          |
| 27                                          | Lee Dong-whun        | Corée du Sud   |        | 15        |           | 25          | NC          |
| 28                                          | Ivan Kinčík          | Slovaquie      |        | 13        |           | 27          | NC          |
| 29                                          | Sergei Shiliaev      | Biélorussie    |        | 14        |           | 28          | NC          |
| 30                                          | Valtter Virtanen     | Finlande       |        |           | 13        | 29          | NC          |
| 31                                          | Adrian Matei         | Roumanie       |        |           | 14        | 30          | NC          |
| Patineurs éliminés après les qualifications |                      |                |        |           |           |             |             |
| 32                                          | Michael Chrolenko    | Norvège        |        | 16        |           | NC          | NC          |
| 32                                          | Christian Rauchbauer | Autriche       |        |           | 16        | NC          | NC          |
| 34                                          | Tomas Katukevicius   | Lituanie       |        |           | 17        | NC          | NC          |
| 34                                          | Damjan Ostojič       | Slovénie       |        | 17        |           | NC          | NC          |
| 36                                          | Juan Legaz           | Espagne        |        | 18        |           | NC          | NC          |
| 37                                          | Konrad Giering       | Afrique du Sud |        |           | 19        | NC          | NC          |
| 37                                          | Wim Hermans          | Belgique       |        | 19        |           | NC          | NC          |
| 39                                          | Sean Carlow          | Australie      |        | 20        |           | NC          | NC          |
| 39                                          | Marc Casal           | Andorre        |        |           | 20        | NC          | NC          |
| 41                                          | Ivan Dimitrov        | Bulgarie       |        |           | 21        | NC          | NC          |
| 41                                          | Miguel Angel Moyron  | Mexique        |        | 21        |           | NC          | NC          |
| 43                                          | Edward Ka-Yin Chow   | Hong Kong      |        |           | 22        | NC          | NC          |
| 43                                          | Alper Uçar           | Turquie        |        | 22        |           | NC          | NC          |

### Dames
| Rang                                          | Nom                     | Nation         | Points | Qualif. B | Qualif. A | Prog. court | Prog. libre |
| --------------------------------------------- | ----------------------- | -------------- | ------ | --------- | --------- | ----------- | ----------- |
| 1                                             | Miki Ando               | Japon          | 2.0    |           | 1         | 1           | 1           |
| 2                                             | Kimmie Meissner         | États-Unis     | 4.6    |           | 2         | 3           | 2           |
| 3                                             | Katy Taylor             | États-Unis     | 5.0    | 2         |           | 2           | 3           |
| 4                                             | Mai Asada               | Japon          | 8.0    | 1         |           | 6           | 4           |
| 5                                             | Aki Sawada              | Japon          | 8.6    |           | 3         | 4           | 5           |
| 6                                             | Viktória Pavuk          | Hongrie        | 10.2   | 3         |           | 5           | 6           |
| 7                                             | Lina Johansson          | Suède          | 14.4   | 5         |           | 9           | 7           |
| 8                                             | Angelina Turenko        | Russie         | 14.4   |           | 4         | 8           | 8           |
| 9                                             | Xu Binshu               | Chine          | 16.0   |           | 7         | 7           | 9           |
| 10                                            | Cynthia Phaneuf         | Canada         | 18.0   |           | 5         | 10          | 10          |
| 11                                            | Danielle Kahle          | États-Unis     | 22.0   | 4         |           | 14          | 12          |
| 12                                            | Elene Gedevanishvili    | Géorgie        | 24.0   | 6         |           | 11          | 15          |
| 13                                            | Jenna McCorkell         | Royaume-Uni    | 24.2   |           | 6         | 13          | 14          |
| 14                                            | Valentina Marchei       | Italie         | 24.6   | 7         |           | 18          | 11          |
| 15                                            | Alima Gershkovich       | Russie         | 26.4   | 8         |           | 17          | 13          |
| 16                                            | Kiira Korpi             | Finlande       | 27.4   |           | 8         | 12          | 17          |
| 17                                            | Denise Zimmermann       | Allemagne      | 29.2   |           | 9         | 16          | 16          |
| 18                                            | Fleur Maxwell           | Luxembourg     | 32.0   | 10        |           | 15          | 19          |
| 19                                            | Giorgia Carrossa        | Italie         | 35.6   | 9         |           | 20          | 20          |
| 20                                            | Gwendoline Didier       | France         | 37.6   |           | 13        | 24          | 18          |
| 21                                            | Laura Fernandez         | Espagne        | 37.6   |           | 10        | 21          | 21          |
| 22                                            | Viktoria Helgesson      | Suède          | 37.8   | 11        |           | 19          | 22          |
| 23                                            | Teodora Poštič          | Slovénie       | 41.0   |           | 12        | 22          | 23          |
| 24                                            | Evgenia Melnik          | Biélorussie    | 42.2   |           | 11        | 23          | 24          |
| 25                                            | Kyra Vancrayelynghe     | Pays-Bas       | 53.2   | 24        |           | 31          | 25          |
| Patineuses éliminées après le programme court |                         |                |        |           |           |             |             |
| 26                                            | Ekaterina Proyda        | Ukraine        |        |           | 14        | 25          | NC          |
| 27                                            | Jelena Glebova          | Estonie        |        | 13        |           | 26          | NC          |
| 28                                            | Andrea Kreuzer          | Autriche       |        | 12        |           | 27          | NC          |
| 29                                            | Sonia Radeva            | Bulgarie       |        | 14        |           | 28          | NC          |
| 30                                            | Shin Yea-ji             | Corée du Sud   |        | 15        |           | 29          | NC          |
| 31                                            | Emilia Ahsan            | Australie      |        |           | 15        | 30          | NC          |
| Patineuses éliminées après les qualifications |                         |                |        |           |           |             |             |
| 32                                            | Hou Na                  | Chine          |        | 16        |           | NC          | NC          |
| 32                                            | Ina Seterbakken         | Norvège        |        |           | 16        | NC          | NC          |
| 34                                            | Jacqueline Belenyesiová | Slovaquie      |        | 17        |           | NC          | NC          |
| 34                                            | Kirsten Verbist         | Belgique       |        |           | 17        | NC          | NC          |
| 36                                            | Melissandre Fuentes     | Andorre        |        | 18        |           | NC          | NC          |
| 36                                            | Keren Shua Haim         | Israël         |        |           | 18        | NC          | NC          |
| 38                                            | Cindy Carquillat        | Suisse         |        |           | 19        | NC          | NC          |
| 38                                            | Tamami Ono              | Hong Kong      |        | 19        |           | NC          | NC          |
| 40                                            | Željka Krizmanić        | Croatie        |        | 20        |           | NC          | NC          |
| 40                                            | Emily Naphtal           | Mexique        |        |           | 20        | NC          | NC          |
| 42                                            | Maria Balaba            | Lettonie       |        | 21        |           | NC          | NC          |
| 42                                            | Simona Punga            | Roumanie       |        |           | 21        | NC          | NC          |
| 44                                            | Megan Allely            | Afrique du Sud |        | 22        |           | NC          | NC          |
| 44                                            | Tiffany Chung           | Taipei chinois |        |           | 22        | NC          | NC          |
| 46                                            | Buse Coskun             | Turquie        |        | 23        |           | NC          | NC          |
| 46                                            | Rūta Gajauskaitė        | Lituanie       |        |           | 23        | NC          | NC          |
| Forfait                                       | Lucie Krausová          | Tchéquie       |        |           |           | NC          | NC          |

### Couples
| Rang | Nom                                  | Nation      | Points | Prog. court | Prog. libre |
| ---- | ------------------------------------ | ----------- | ------ | ----------- | ----------- |
| 1    | Natalia Shestakova / Pavel Lebedev   | Russie      | 1.5    | 1           | 1           |
| 2    | Jessica Dubé / Bryce Davison         | Canada      | 3.0    | 2           | 2           |
| 3    | Maria Mukhortova / Maksim Trankov    | Russie      | 4.5    | 3           | 3           |
| 4    | Tatiana Kokareva / Egor Golovkin     | Russie      | 6.0    | 4           | 4           |
| 5    | Tatiana Volosozhar / Petr Kharchenko | Ukraine     | 7.5    | 5           | 5           |
| 6    | Brittany Vise / Nicholas Kole        | États-Unis  | 9.0    | 6           | 6           |
| 7    | Julia Beloglazova / Andrei Bekh      | Ukraine     | 11.0   | 8           | 7           |
| 8    | Andrea Varraux / David Pelletier     | États-Unis  | 11.5   | 7           | 8           |
| 9    | Brooke Castile / Benjamin Okolski    | États-Unis  | 13.5   | 9           | 9           |
| 10   | Terra Findlay / John Mattatal        | Canada      | 15.5   | 11          | 10          |
| 11   | Rebecca Handke / Daniel Wende        | Allemagne   | 17.0   | 12          | 11          |
| 12   | Cyriane Felden / Maximin Coia        | France      | 17.0   | 10          | 12          |
| 13   | Julia Shapiro / Vadim Akolzin        | Israël      | 19.5   | 13          | 13          |
| 14   | Rebecca Collett / Hamish Gaman       | Royaume-Uni | 21.0   | 14          | 14          |

### Danse sur glace
| Rang                                                | Nom                                    | Nation         | Points | Danse imposée 1 Groupe B | Danse imposée 2 Groupe B | Danse imposée 1 Groupe A | Danse imposée 2 Groupe A | Danse originale | Danse libre |
| --------------------------------------------------- | -------------------------------------- | -------------- | ------ | ------------------------ | ------------------------ | ------------------------ | ------------------------ | --------------- | ----------- |
| 1                                                   | Elena Romanovskaya / Alexander Grachev | Russie         | 2.0    | 1                        | 1                        |                          |                          | 1               | 1           |
| 2                                                   | Nóra Hoffmann / Attila Elek            | Hongrie        | 3.6    |                          |                          | 1                        | 1                        | 2               | 2           |
| 3                                                   | Morgan Matthews / Maxim Zavozin        | États-Unis     | 5.8    |                          |                          | 3                        | 2                        | 3               | 3           |
| 4                                                   | Natalia Mikhailova / Arkadi Sergeev    | Russie         | 7.4    |                          |                          | 2                        | 3                        | 4               | 4           |
| 5                                                   | Anna Cappellini / Matteo Zanni         | Italie         | 9.0    | 3                        | 2                        |                          |                          | 5               | 5           |
| 6                                                   | Ekaterina Rubleva / Ivan Shefer        | Russie         | 11.6   |                          |                          | 5                        | 5                        | 6               | 6           |
| 7                                                   | Anna Zadorozhniuk / Sergei Verbilo     | Ukraine        | 12.8   |                          |                          | 4                        | 4                        | 7               | 7           |
| 8                                                   | Lauren Senft / Leif Gislason           | Canada         | 15.4   | 5                        | 5                        |                          |                          | 9               | 8           |
| 9                                                   | Alexandra Zaretski / Roman Zaretski    | Israël         | 15.8   | 2                        | 3                        |                          |                          | 8               | 10          |
| 10                                                  | Petra Pachlova / Petr Knoth            | Tchéquie       | 18.6   | 4                        | 4                        |                          |                          | 10              | 11          |
| 11                                                  | Tessa Virtue / Scott Moir              | Canada         | 19.0   |                          |                          | 7                        | 7                        | 12              | 9           |
| 12                                                  | Alla Beknazarova / Vladimir Zuev       | Ukraine        | 22.0   |                          |                          | 6                        | 6                        | 11              | 13          |
| 13                                                  | Meryl Davis / Charlie White            | États-Unis     | 22.2   | 6                        | 6                        |                          |                          | 13              | 12          |
| 14                                                  | Judith Haunstetter / Arne Hoenlein     | Allemagne      | 26.6   |                          |                          | 8                        | 8                        | 14              | 15          |
| 15                                                  | Pernelle Carron / Edouard Dezutter     | France         | 26.8   |                          |                          | 10                       | 9                        | 15              | 14          |
| 16                                                  | Zsuzsanna Nagy / György Elek           | Hongrie        | 28.4   | 7                        | 7                        |                          |                          | 16              | 16          |
| 17                                                  | Sandra Gissmann / Alexander Gazsi      | Allemagne      | 31.0   |                          |                          | 9                        | 10                       | 17              | 17          |
| 18                                                  | Grete Grunberg / Kristian Rand         | Estonie        | 32.6   | 8                        | 8                        |                          |                          | 19              | 18          |
| 19                                                  | Huang Xintong / Zheng Xun              | Chine          | 33.4   | 9                        | 9                        |                          |                          | 18              | 19          |
| 20                                                  | Daniela Keller / Fabian Keller         | Suisse         | 36.4   |                          |                          | 11                       | 11                       | 20              | 20          |
| 21                                                  | Marina Sheltsina / Otar Japaridze      | Géorgie        | 38.8   | 12                       | 11                       |                          |                          | 22              | 21          |
| 22                                                  | Michelle Royds / Jamie Whyte           | Royaume-Uni    | 40.6   | 10                       | 10                       |                          |                          | 21              | 24          |
| 23                                                  | Joanna Budner / Jan Mościcki           | Pologne        | 41.0   |                          |                          | 13                       | 13                       | 23              | 22          |
| 24                                                  | Andrea Major / Dejan Illes             | Croatie        | 42.2   |                          |                          | 12                       | 12                       | 24              | 23          |
| Couples de danse éliminées après la danse originale |                                        |                |        |                          |                          |                          |                          |                 |             |
| 25                                                  | Kim Hye-min / Kim Min-woo              | Corée du Sud   |        | 11                       | 12                       |                          |                          | 25              | NC          |
| 26                                                  | Anna Galcheniuk / Oleg Krupen          | Biélorussie    |        |                          |                          | 14                       | 14                       | 26              | NC          |
| 27                                                  | Gabrielle Biffin / Tye Nagy            | Australie      |        | 14                       | 14                       |                          |                          | 27              | NC          |
| 28                                                  | Tiffany Jones / Daniel O'Hanlon        | Afrique du Sud |        | 13                       | 13                       |                          |                          | 28              | NC          |